# Géocoucou de Lesson
Morococcyx erythropygus
Genre
Espèce
Statut de conservation UICN

 LC  : Préoccupation mineure
Le Géocoucou de Lesson (Morococcyx erythropygus) est une espèce d'oiseaux de la famille des Cuculidae, l'unique représentante du genre Morococcyx.

## Description
Cet oiseau mesure environ 25 cm de longueur. Le dessus du corps est brun gris un peu luisant et le dessous est roux. Le bec est fort et arqué. La tête est caractéristique avec la peau nue autour des yeux bleue et jaune soulignée par une large bordure blanche, elle-même surlignée par deux traits noirs se rejoignant en arrière des yeux.

## Répartition
Son aire s'étend de le Sierra Madre occidentale au nord-ouest du Costa Rica.

## Habitat
Cet oiseau fréquente les milieux relativement ouverts et les lisières forestières jusqu'à 1 200 m d'altitude.

## Alimentation
Cette espèce consomme des invertébrés capturés surtout au sol.

## Sous-espèces
D'après Alan P. Peterson, 2 sous-espèces ont été décrites :
- M. e. mexicanus : Ridgway, 1915 : du Sinaloa à l'isthme de Tehuantepec ;
- M. e. erythropygus : (Lesson, PA, 1842) : du sud du Mexique au nord-ouest du Costa Rica.